# Kirsten Storms
Kirsten Renee Storms est une actrice américaine, née le 8 avril 1984  à Orlando en Floride.
Elle est connue notamment pour avoir interprété Isabelle « Belle » Black dans le Soap opera, Des jours et des vies, de 1999 à 2004, et pour ses rôles étoilés multiples comme zenon dans les films de Canal de Disney. Elle est aussi bien connue pour son travail de voix comme Bonnie Rockwaller sur la série animée, Kim Possible. Elle a été une des stars du soap de ABC General Hospital (Hôpital central) dont elle interprète le rôle de Maxie Jones. Puis en 1999, elle a aussi joué le rôle du personnage principal Zenon dans Zenon, la fille du 21e siècle.

## Biographie
Kirsten est née à Orlando en Floride. Elle est la fille de Mike (un journaliste sportif) et Karen Storms, elle a une sœur plus jeune appelée Gretchen, un frère appelé Austin et un demi-frère appelé Chris. 
Kirsten était dans une TV commerciale pour Tyco en 1989, elle était un modèle de couverture pour la Conversation Avec Moi Barbie, elle était aussi dans une TV commerciale pour le Bébé Galoob Doll et une TV commerciale pour le Monde Marin|date=26 avril 2021.

## Des jours et des vies
En 1999, Kirsten est engagée pour jouer Isabella « Belle » Black dans le soap NBC Des jours et des vies. Ses cinq ans sur le soap allaient la mettre en avant dans beaucoup de storylines de premier plan, le personnage de Kirsten s'étant imposé comme un personnage important dans la série.
À la fin de ce contrat de cinq ans, Kirsten quitte la série en optant de ne pas renouveler son contrat. Son épisode final est diffusé le 16 juillet 2004.

## Vie privée
Depuis octobre 2012, Kirsten est en couple avec l'acteur, Brandon Barash. Ils se sont mariés en secret en juin 2013 au bout de huit mois de relation. Le 7 janvier 2014, Kirsten a donné naissance à leur premier enfant, une fille prénommée Harper Rose Barash. Brandon Barash annonce leur divorce après trois ans de mariage.

## Filmographie
- 1999-2004 : Des jours et des vies : Belle Black
- 2002-2007 : Kim Possible : Bonnie Rockwaller
- 2003 : Kim Possible : La Clé du temps : Bonnie Rockwaller
- 2005 : Kim Possible, le film : Mission Cupidon : Bonnie Rockwaller
- 2005-présent : Hôpital central : Maxie Jones

## Nominations et récompenses
- 2001 : Soap Opera Digest Award[3]
- 2002 : Young Artist Award[3]